# Wayra
Wayra pertenece al área de innovación abierta de Telefónica. Inició operaciones en 2011 en América Latina y España como una iniciativa del actual Presidente Ejecutivo de Telefónica, José María Álvarez-Pallete. Wayra conecta a los emprendedores con la compañía internacional española para generar oportunidades de negocio conjuntas. Hoy en día Wayra opera en 9 y se define como el CVC de Telefónica, además invertir en startups que tengan encaje con el negocio de Telefónica y prestar servicios de innovación a terceros, para ayudarles a llevar sus iniciativas de innovación abierta al siguiente nivel. Wayra es la interfaz entre Telefónica y el ecosistema emprendedor. 
Wayra ofrece a las startups todo lo necesario para escalar sus negocios y crecer a nivel global, donde se destaca la posibilidad de hacer negocios con Telefónica y sus clientes; inversión; red global y acompañamiento al emprendedor. El director global de Wayra, Miguel Arias explicó la estrategia empresarial de Wayra: "es la generación de negocios conjuntos, en negocios generamos con las startups tanto en Telefónica como con otros clientes. Ahí el proyecto ha mostrado un impacto relevante en la corporación".
La primera sede de Wayra inició operaciones en Colombia a mediados de 2011 y se expandió a otros diez países durante ese año. Para 2013, había 14 academias Wayra en 12 países de Europa y América Latina y Telefónica tenía previsto apoyar aproximadamente 350 empresas startups en total. En marzo de 2015, Telefónica cerró la sede de Wayra en Praga como parte de la salida general de Telefónica de ese mercado. En el año 2019, las sedes de Perú, Venezuela, México y Chile se reestructuraron alrededor de Wayra Hispam, con dos hubs principales en Bogotá y Buenos Aires.
En septiembre de 2019 Wayra firmó un acuerdo con TheVentureCity, una aceleradora global de ecosistemas tecnológicos con sede en Madrid y Miami, para invertir de forma conjunta en startups de Latinoamérica centradas en campos como Internet de las Cosas (IoT), vídeo, ciberseguridad, Inteligencia Artificial (IA) o machine learning.
En diciembre de 2021, Wayra es nombrada mejor aceleradora del año en los D+I Innovation Awards 2021, en los premios que otorga el portal de información tecnológica y de innovación D+I de El Español.
En 2022 Wayra realizó una inversión global por importe de 5,7 millones de euros en 40 startups de las cuales 16 son españolas.
En febrero de 2023 Wayra se alía con Hotelbeds para lanzar una aceleradora de 'startups' turísticas que apoyará a distintas empresas durante 15 meses.
En octubre de 2024, Wayra invierte en Perplexity, startup ubicada en EEUU que ha desarrollado su propio motor de búsqueda impulsado por IA. Y se introduce así en el mundo de las búsquedas de internet con Inteligencia Artificial. 

## Corporate Venture Capital de Telefónica
En 2018 Wayra transformó su propuesta inicial como aceleradora de startups para convertirse en un fondo de ‘Venture Capital’ corporativo. En la actualidad, Wayra es el Corporate Venture Capital de Telefónica y su plataforma de innovación abierta, que integra bajo la misma marca y estrategia a todas las iniciativas de inversión de startups de Telefónica. 
Su propuesta de valor se articula en dos iniciativas: Wayra Ventures, a través de la que se invierte en rondas cualificadas junto con otros Venture Capital líderes tomando participaciones con un rol como inversor estratégico, y Wayra Innovation Services, que agrupa las actividades de innovación abierta para Telefónica, la entrega de servicios de innovación a otras corporaciones y agentes, así como plataformas propias de innovación.  
En estos años ha invertido en más de 1.100 startups, de las que más de 530 están actualmente activas en su portfolio y 190 están trabajando con Telefónica. Cuenta con más de 233 millones de euros de inversión acumulada, más de 500 millones de euros de negocio generado para ellas y más de 700 para Telefónica. 
Wayra invirtió 9,3 millones a nivel global en 2024 y alcanzó a 37 startups de diferentes sectores. 